# Bahnhof Enschede
Der Bahnhof Enschede ist der größte Bahnhof der niederländischen Stadt Enschede. Der Bahnhof wird täglich von 8334 Personen (2024) genutzt. Er ist zentraler Knotenpunkt im örtlichen ÖPNV. Dort verkehren nationale Regional- und Fernverkehrszüge sowie die grenzüberschreitenden Regionalzüge nach Dortmund und Münster.

## Geschichte
Die Station wurde am 1. Juli 1866 als Endpunkt der Bahnstrecke aus Zutphen eröffnet.
Nachdem die Münster-Enscheder Eisenbahn-Gesellschaft auf Grund von Zahlungsunfähigkeit die Bahnstrecke Münster–Enschede nicht vollenden konnte, wurde die Gesellschaft und der Weiterbau von der Königlich-Westfälischen Eisenbahn-Gesellschaft übernommen. Das letzte Teilstück von Gronau wurde gemeinsam mit der Dortmund-Gronau-Enscheder Eisenbahn-Gesellschaft errichtet und am 15. Oktober 1875 eingeweiht.
1950 wurde der alte Bahnhof aufgegeben und westlich davon, an der Stelle des bis 1935 existierenden Bahnbetriebswerkes, ein neuer Bahnhof mit einem Betongebäude errichtet. Von den vier Bahnsteiggleisen wurden drei als Kopfbahnsteige ausgeführt.
Zwischen 1940 und 1951 war der Personenverkehr infolge des Zweiten Weltkrieges zwischen Gronau und Enschede unterbrochen. Am 30. September 1979 wurde der Güterverkehr zwischen Gronau und Enschede eingestellt, zwei Jahre später folgte auch der Personenverkehr.
Die Personenzüge aus Deutschland endeten am Gleis 4, dort war auch ein Raum für die Ausweis- und Zollkontrolle.
Da die Strecke aus strategischen Gründen nicht abgebaut wurde, konnte am 18. November 2001 nach Streckensanierung der Personenverkehr zwischen Gronau und Enschede wieder aufgenommen werden, seitdem verkehren Regionalzüge von Enschede nach Dortmund oder Münster. Die Gleisverbindung zwischen dem Gleis aus Deutschland und den niederländischen Gleisanlagen ist aber unterbrochen, die Strecke endete in Enschede an einem einzelnen Kopfgleis (Gleis 5) ohne direkten Zugang zu den anderen Bahnsteigen.
Im Juli und August 2013 wurde der Bahnhof komplett erneuert, der Zugverkehr war sechs Wochen – mit Ausnahme der Züge aus Deutschland – eingestellt.
Der Bahnsteig an den Gleisen 1 und 2 wurde auf 340 Meter verlängert. Seit der Wiedereröffnung am 18. August 2001 verkehren die deutschen Züge wieder auf dem Gleis 4, dadurch wird das Umsteigen vereinfacht. Das Gleis 4 ist nicht unterbrochen, zwei Prellböcke verhindern aber einen durchgehenden Verkehr. Zwischen diesen Prellböcken liegt ein mit einer Treppe ausgestatteter Ausgang des Bahnhofs. Das Gleis 5 wurde abgebaut. Der ehemalige Bahnsteig wurde zwischenzeitlich als Standort der Mülleimer des benachbarten Rathauses genutzt und ist heute ein Fußweg.

## Streckenverbindungen
Folgende Linien halten im Jahresfahrplan 2022 am Bahnhof Enschede:
| Serie/Linie | Verlauf | Takt                                              | Betreiber |
| ----------- | --- | ------------------------------------------------- | --------- |
| Intercity   | Schiphol Airport – Amsterdam Zuid – Amersfoort – Deventer – Hengelo – Enschede | 60 min                                            |           |
| Intercity   | Den Haag – Gouda – Utrecht – Amersfoort – Deventer – Hengelo – Enschede | 60 min                                            |           |
| Sprinter    | Apeldoorn – Deventer – Almelo (– Hengelo – Enschede) | 30 min (nur zur HVZ über Hengelo nach Enschede)   |           |
| Intercity   | Zwolle – Almelo – Hengelo – Enschede | 60 min (Blauwnet, nur tagsüber an Werktagen)      | Keolis    |
| Sprinter    | Zwolle – Almelo – Hengelo – Enschede | 30 min (Blauwnet)                                 | Keolis    |
| RB 51       | Westmünsterland-Bahn: Dortmund Hbf – Dortmund-Kirchderne – Dortmund-Derne – Lünen-Preußen – Lünen Hbf – Bork (Westf) – Selm-Beifang – Selm – Lüdinghausen – Dülmen – Lette (Kr Coesfeld) – Coesfeld (Westf) – Rosendahl-Holtwick – Legden – Ahaus – Epe (Westf) – Gronau (Westf) – Glanerbrug – Enschede De Eschmarke – Enschede Stand: Fahrplanwechsel Dezember 2023 | 60 min 20/40 min (Dortmund–Lünen, nicht sonntags) | DB Regio  |
| RB 64       | Euregio-Bahn: Enschede – Enschede De Eschmarke – Glanerbrug – Gronau (Westf) – Ochtrup – Metelen Land – Steinfurt-Burgsteinfurt – Steinfurt-Grottenkamp – Steinfurt-Borghorst – Nordwalde – Altenberge – Münster-Häger – Münster Zentrum Nord – Münster (Westf) Hbf Stand: Fahrplanwechsel Dezember 2021                                                              | 60 min                                            | DB Regio  |

## Tarif
Für Fahrten im Verkehr mit Deutschland gelten regionale Fahrkarten des Westfalentarifs, der NRW-Tarif sowie die Unentgeltliche Beförderung für Schwerbehinderte. Das Deutschlandticket ist in der Folge auch gültig bis Bahnhof Enschede. An Gleis 4a steht ein Fahrkartenautomat der Deutschen Bahn. Im Bahnhofsgebäude gibt es zusätzlich auch eine Verkaufsstelle mit persönlicher Beratung der Nederlandse Spoorwegen. Vor den Bahnsteigen für Reisen in den Niederlanden steht eine Durchgangssperre, die nur mit gültiger OV-Chipkaart oder gedrucktem QR-Code passiert werden kann.